# 여주군 (1988년 선거구)
여주군은 대한민국의 옛 국회의원 선거구이다. 당시 경기도 여주군 지역을 관할했다.

## 역사
제13대 국회의원 선거를 앞두고 여주군·이천군·용인군 선거구에서 분리되면서 신설되었다.
제17대 국회의원 선거를 앞두고 이천시 선거구와 통합되면서 이천시·여주군 선거구를 이루게 됨에 따라 폐지되었다.

## 역대 국회의원
| 선거   | 정당 | 정당       | 의원   |
| ------ | ---- | ---------- | ------ |
| 1988년 |      | 민주정의당 | 정동성 |
| 1992년 |      | 민주당     | 이규택 |
| 1996년 |      | 통합민주당 | 이규택 |
| 2000년 |      | 한나라당   | 이규택 |

## 역대 선거 결과

### 대한민국 제13대 국회의원 선거
|  | 45.60% |

|  | 42.16% |

|  | 10.10% |

|  | 2.12% |

### 대한민국 제14대 국회의원 선거
|  | 55.30% |

|  | 44.69% |

### 대한민국 제15대 국회의원 선거
|  | 42.90% |

|  | 40.32% |

|  | 11.86% |

|  | 4.89% |

### 대한민국 제16대 국회의원 선거
|  | 41.68% |

|  | 29.55% |

|  | 28.76% |